# Yes, Mr. Brown
Yes, Mr Brown (bra O Famoso Mr. Brown) é um filme britânico de 1933, do gênero comédia musical, dirigido por Herbert Wilcox.